# Застава М-20 МРАП
Застава М-20 МРАП је српско против минско оклопно возило 6х6. Возило је први пут представљено јуна 2020, а његова унапређена верзија годину дана касније. Производ је компаније Застава Терво из Крагујевца.

## Опис
М-20 МРАП је борбено оклопно возило 6х6 типа МРАП (Mine-Resistant Ambuch Protected) и направљено је на платформи шасији ФАП-а 2228. Главни задатак возила је превоз пешадијских јединица и истурање ради дејства у урбаној средини. М-20 би у будућност требао да замени сва возила ТАМ која се тренутно користе за превоз војника у јединицама Војске Србије.
Возило поседује мотор "CUMMINS ISL 8.9" (снаге 340 КС), мењач "ALLISON 3000S" и разводник погона "ZF STEYR 1600/396". Може развити брзину од 95 km/h и савладати успоне до 60%. Са пуним резервоаром (од 200 литара) може прећи до 600 km.
Уз основни ниво заштите, развијен је и додатни модуларни оклоп, који ће се користити у зависности од задатака коју возило буде имало у Војсци Србије. Заштита возила одговара STANAG нивоу 4 са свих страна, тј. штити од пројектила калибра до 14,5mm односно 10 kg експлозива.

## Карактеристике (прве варијанте)
- оптерећење предњих осовина: 5500 kg
- оптерећење задњих осовина:12900 kg
- мотор: CUMMINS ISL 8.9
- снага мотора: 340 КС
- мењач: ALLISON 3000S
- разводник погона: ZF STEYR 1600/396
- прва осовина: AL 7, 7t, управљачка погонска-
- друга осовина : HL 7, 9t, погонска са редукцијом у точку
- трећа осовина: HD 7, 9t, погонска са редукцијом у точку
- управљач: PPT 5045
- наплаци: 11.25-21
- пнеуматици: 425/85 R21, KAMA
- капацитет резервоара за гориво: 200 литара
- максимална брзина: 95 km/h
- максимални успон: 60%
- ЦРПВ: 0,8 - 5,6 бара
- дужина: 7400 mm
- ширина: 2400 mm
- висина: 2500 mm
- укупна маса: 16500 kg
- седишта: 2+10
- наоружање: митраљез 12.7 или ДУБС 7.62 mm
- заштита: STANAG ниво 4
- аутономија кретања: 600 km

## Корисници
- Србија - Војска Србије наручила је прву серију овог возила.[4]